# Air Force Falcons football
Gli Air Force Falcons sono la squadra di football americano di college che rappresenta la United States Air Force Academy. Giocano le partite interne al Falcon Stadium a Colorado Springs. Dal 2007 l'allenatore è Troy Calhoun. Dal 1999 i Falcons militano nella Mountain West Conference della Divisione I della Football Bowl Subdivision (FBS) della NCAA.

## Storia
Il programma di football dei Falcons iniziò nel 1955, un anno dopo l'inaugurazione dell'accademia, nata subito dopo che la Air Force era stata separata all'esercito alla fine della seconda guerra mondiale per farne una forza armata indipendente.

## Capo-Allenatori

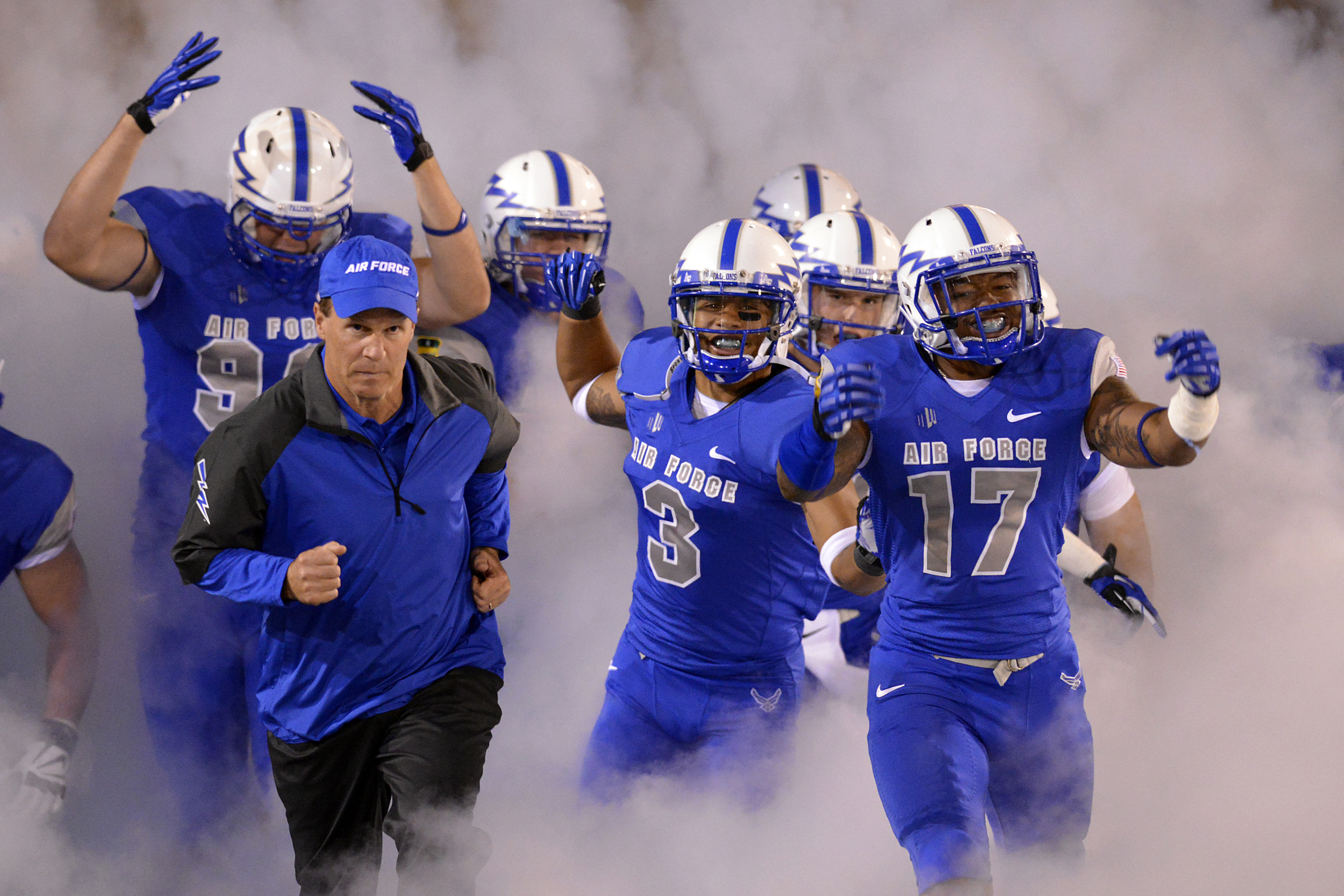
Il capo-allenatore Troy Calhoun (sinistra) con i Falcons

Al 2023, in oltre 60 anni di attività, i Falcons hanno avuto sette capo-allenatori.
| Capo allenatori |                   |           |           |
| N.              | Capo-allenatore   | Stagioni  | Record    |
| 1               | Robert V. Whitlow | 1955      | 4–4       |
| 2               | Buck Shaw         | 1956–1957 | 9–8–2     |
| 3               | Ben Martin        | 1958–1977 | 96–103–9  |
| 4               | Bill Parcells     | 1978      | 3–8       |
| 5               | Ken Hatfield      | 1979–1983 | 26–32–1   |
| 6               | Fisher DeBerry    | 1984–2006 | 169–107–1 |
| 7               | Troy Calhoun      | 2007–     | 129–82    |

## Il Falcon Stadium

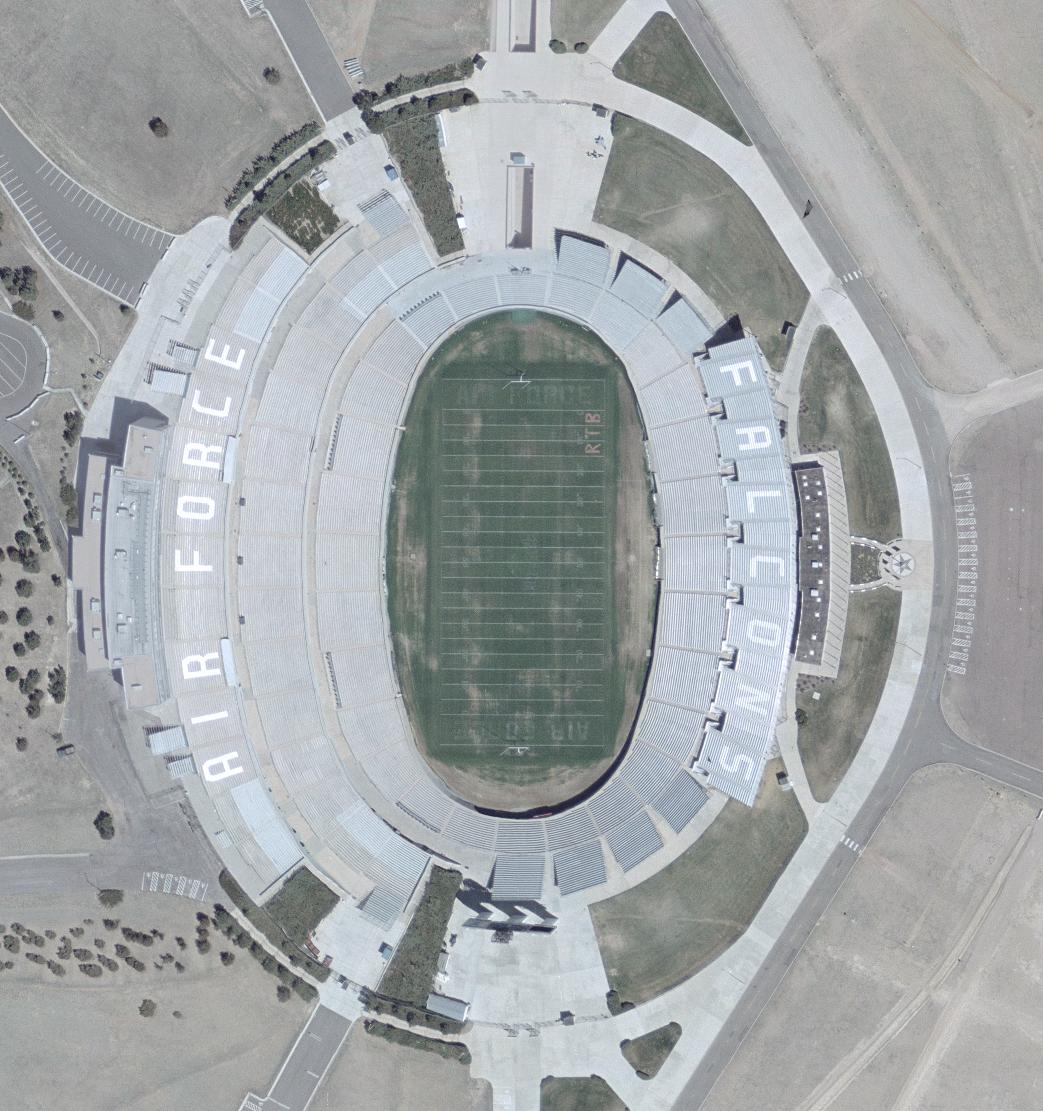
Il Falcon Stadium fotografato da satellite nel 2002

I Falcons giocano le partite casalinghe al Falcon Stadium a Colorado Springs, che si trova nei pressi dell'accademia ad un'altezza di 6 621 piedi (2 018 m) sul livello del mare, rendendolo il secondo stadio posto ad una quota più elevata di tutta la FBS, secondo solo a quello del Wyoming. Prima di ogni partita lo stadio viene sorvolato da velivoli dell'Air Force come gli F-15 e i B-2. Inaugurato nel 1962, il maggior numero di spettatori si registrò nel 2002 quando i Falcons ospitarono Notre Dame davanti a oltre 56.000 persone.
Nel 2021 fu progettata un'ampia modernizzazione dello stadio, partita poi nel 2023 dopo che furono raccolti 90 milioni di dollari di fondi, di cui 35 milioni provenienti da donazioni.

## Il trofeo Commander-in-Chief

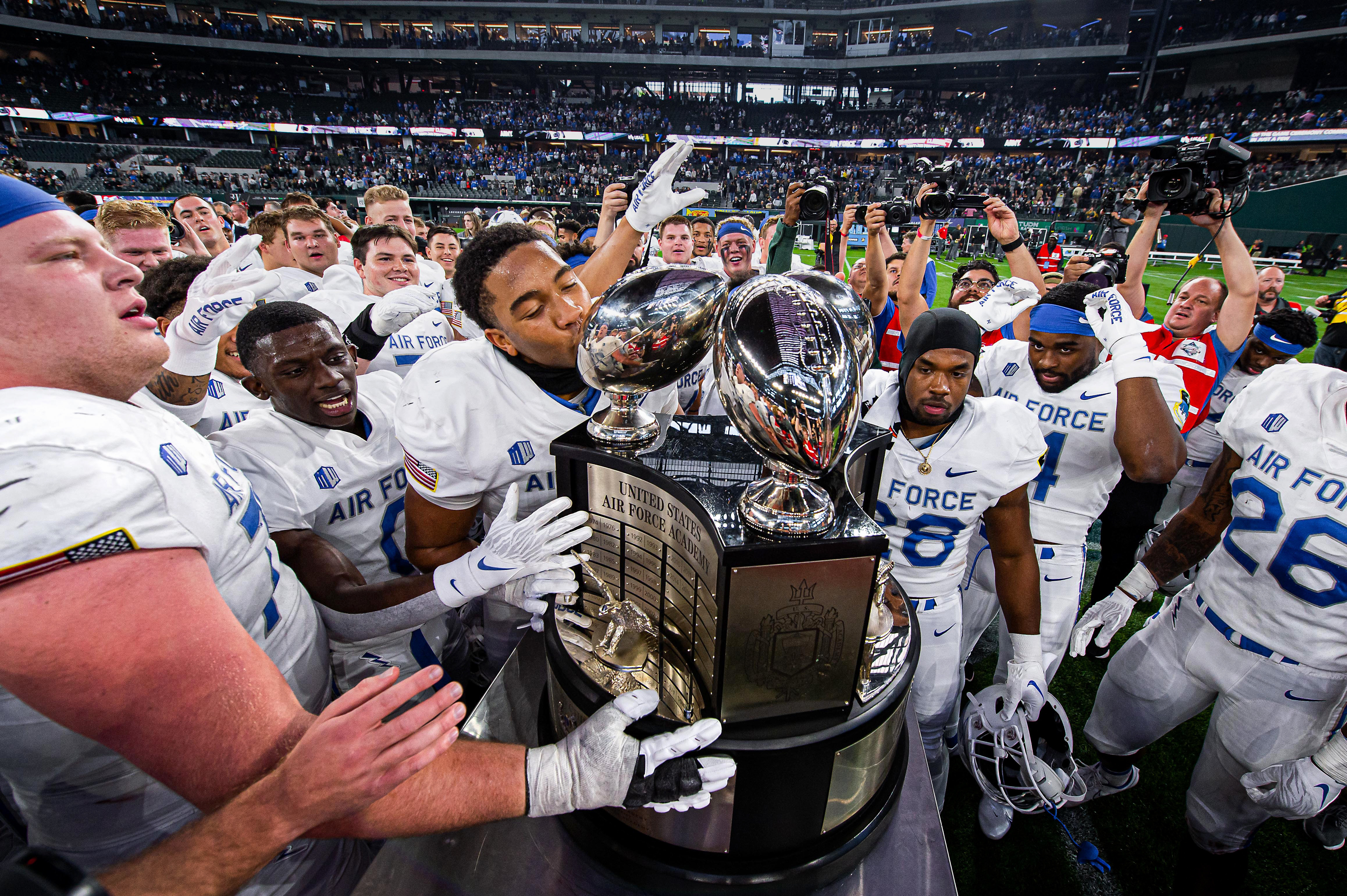
I Falcons che festeggiano la vittoria del trofeo Commander-in-Chief nel 2022.

I Falcons hanno una tradizionale rivalità con le squadre della altre due accademie militari che giocano nella FBS, ossia quelle dell'Esercito e della Marina. Le tre squadre giocano annualmente per detenere il trofeo Commander-in-Chief che viene assegnato sulla base degli scontri diretti ovvero, in caso di parità, viene mantenuto da chi l'ha vinto nella stagione precedente.
Al 2023 i Falcons hanno vinto il trofeo il maggior numero di volte, ossia 21, con l'Esercito che ha 16 vittorie e la Marina 10. La squadra dell'aeronautica ha vinto il trofeo nelle stagioni: 1982, 1983, 1985, 1987, 1989, 1990, 1991, 1992, 1994, 1995, 1997, 1998, 1999, 2000, 2001, 2002, 2010, 2011, 2014, 2016, 2022.